# Bionicle: Legenda renaște
Bionicle: The Legend Reborn (Bionicle: Legenda renaște)  este un film direct-pe-DVD bazat pe jucăriile Lego Bionicle. A avut premiera la 15 septembrie 2009 în SUA și Canada. În film interpretează Michael Dorn ca voce a personajului Mata Nui.

## Prezentare
Aruncat din propriul univers, Mata Nui luptă pentru a uni un pământ devastat și pentru a afla secretul care îi va permite să-și regăsească imperiul său pierdut. 

## Fișă tehnică
- Regizor: Mark Baldo
- Producător: Kristy Scanlan, Joshua Wexler
- Scenarist: Sean Catherine Derek
- Muzica: John D'Andrea. Există două melodii folosite în prezentarea filmului: "Ride" interpretată de Presence și "Bye Bye Babylon" interpretată de Cryoshell

- Genul:Animație, Acțiune, Aventură, științifico-fantastic
- Durata: 77 minute

## Distribuție. Voci
- Michael Dorn, Mata Nui
- Dee Bradley, BakerSkrall, Bone Hunters, Vorox
- Jeff Bennett, Strakk
- Jim Cummings, Ackar
- Mark Famiglietti, Gresh
- David Leisure, Metus
- Armin Shimerman, Raanu
- Marla Sokoloff, Kiina
- Fred Tatasciore, Tuma
- James Arnold Taylor, Berix

## Vezi și
- Listă de filme de animație din 2009

Format:Mark Baldo